# Flux instinctif libre
Le flux instinctif libre (free flow instinct) est une manière de gérer sa menstruation consistant à évacuer le sang menstruel directement aux toilettes et diminuer l'utilisation de protection hygiénique par le contrôle de l'écoulement du sang menstruel. Cette méthode reste peu répandue.

## Histoire
L'expression « flux libre instinctif » apparaît pour la première fois en 2012 à l'initiative de Léna Abi Chaker[source secondaire nécessaire]. 
Cette méthode est originaire des États-Unis,,. Elle connait un essor en France sur internet en 2015 via des blogs ou des chaînes YouTube. Pour la journaliste Élise Thiébaut, le fait que le flux instinctif libre croisse en popularité est lié à une libération de la parole autour du sujet des règles. 
Le nombre de personnes qui pratiquent cette méthode est inconnu.

## Fonctionnement
Deux explications possibles sont avancées sur le fonctionnement de cette méthode. Selon la première explication, cette méthode s'appuie sur la contraction du périnée, qui retiendrait le sang au sein du vagin. Ce sang se déverserait aux toilettes volontairement par le relâchement du périnée. La seconde explication considère que le flux instinctif libre s'acquiert par un apprentissage psychomoteur et par le ressenti des contractions de l'utérus et non par la force du périnée. . 
Ce fonctionnement est souvent comparé par les personnes pratiquant le flux instinctif libre à l'acquisition de la continence urinaire chez l'enfant,. Cependant, la continence de l'utérus est impossible, celui-ci n'étant pas équipé d'un sphincter contrôlable.
Toutes les femmes, même celles qui ont des règles abondantes, pourraient utiliser cette méthode. Néanmoins, selon le gynécologue Teddy Linet, cette technique nécessiterait « que les muscles releveurs (en bas) soient suffisamment fermés » ce qui pourrait ne pas fonctionner  « chez les patientes ayant une vulve plus évasée comme après un accouchement ». D'après lui, cette technique requiert un flux normal ou faible ainsi que de l'entraînement. Une rééducation du périnée pour le muscler peut être nécessaire.

## Apprentissage
Cette technique s'apprendrait en quatre ou cinq cycles. Il est parfois nécessaire de se rendre aux toilettes toutes les dix minutes au début, mais par la suite la fréquence des passages aux toilettes tend à diminuer.

## Avantages et inconvénients
Il s'agit d'une méthode simple, économique et écologique par rapport à l'utilisation de protections classiques. De plus, elle ne nécessite pas l'organisation qui est requise en cas d'utilisation de protections hygiéniques. 
Il faut avoir une pleine conscience de son corps afin de réaliser les contractions du périnée au bon moment (quand on se lève, quand on se penche...).
De faibles écoulements peuvent arriver, mais ils sont très faibles. Il est nécessaire d'avoir à disposition des toilettes où évacuer le sang, et il ne s'agirait pas d'une technique très adaptée aux flux abondants,,, même si le contraire est avancé par les gens qui le pratiquent,,.
Les personnes pratiquant le flux instinctif libre l'évoquent parfois comme une « libération »,. Pour Teddy Linet, il s'agirait davantage d'un « exploit » que d'une technique adaptée à toutes les femmes.

## Aspect sanitaire
Certains déconseillent cette pratique avançant que le sang retenu pourrait entraîner une prolifération bactérienne, alors que d'autres pensent que le contrôle est équivalent à une coupe menstruelle et qu'il n'y a aucun risque. 
Pour d'autres professionnels de la santé, cela ne représente aucun risque de choc toxique car le sang n'est pas retenu dans le vagin mais évacué au bon moment, contrairement aux cups et aux tampons. 

## Approche
Sur internet, le flux instinctif libre est abordé par certains adeptes sous un angle presque spirituel et qui serait issue d'un pouvoir inné des femmes à maîtriser leur corps. Selon Élise Thiébaut, le flux instinctif est perçu par ses pratiquantes comme une volonté de réappropriation et de maîtrise de son corps. Certaines personnes affirment par exemple mieux vivre la période de leurs règles en pratiquant le flux instinctif.